# Bastustajnen

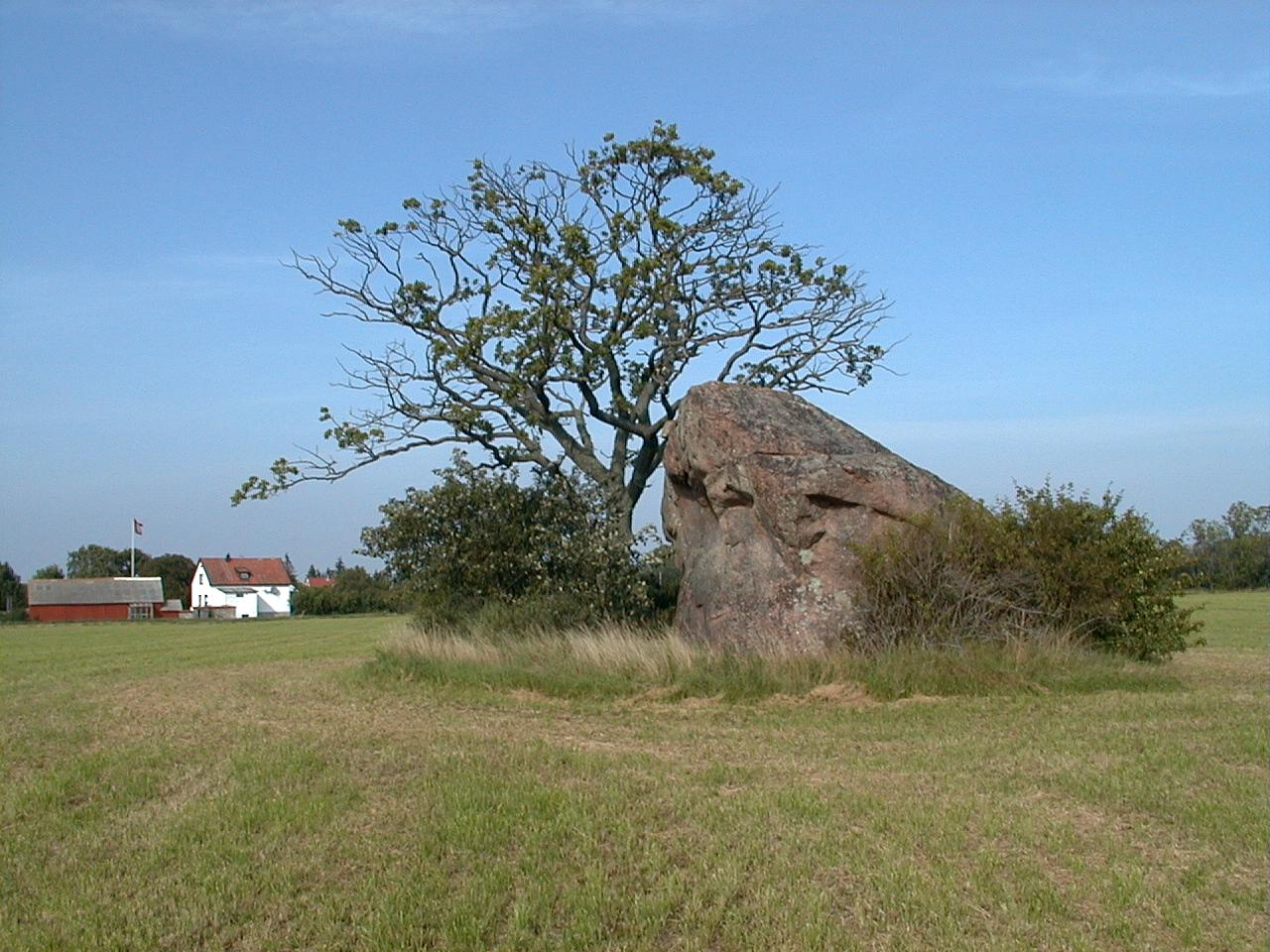
Bastustajnen.

Bastustajnen eller Bastustainen är ett naturminne och stort flyttblock i Rone socken på sydöstra Gotland. 
Det är troligtvis Gotlands största flyttblock och är 7,8 m lång, 6,1 m bred och 4,8 m hög. På stenens nordvästra sida finns så kallad jättegryta som är 1 m i diameter och 0,3 m djup. Det består av bergarten rapakivigranit som främst förekommer i Finland. Stenen är ett naturminne sedan 1913 och förvaltas av Länsstyrelsen i Gotlands län.
I namnets förled ingår namnet bastu med betydelsen 'med eldstad försedd enkel byggnad'. Det har sannolikt syftat på en nu borttaget torkhus för säd. Efterledet innehåller ett dialektalt ord för sten. Det officiella stavningen hos Lantmäteriet är Bastustajnen, men Naturvårdsverket och Länsstyrelsen skriver Bastustainen. 